# Nisaetus lanceolatus
L'aquila dal ciuffo di Sulawesi (Nisaetus lanceolatus (Temminck & Schlegel, 1844)) è un uccello rapace della famiglia degli Accipitridi.

## Descrizione
È un rapace di media taglia, lungo 56-64 cm e con un'apertura alare di 110-135 cm

## Distribuzione e habitat
La specie è endemica dell'isola di Sulawesi e delle isole satelliti di Buton, Muna, isole Banggai e isole Sula (Indonesia).